# Откровение Ионы
«Откровение Ионы» (англ. Revelation of Jonah) — документальный фильм режиссёров Александра и Николь Гратовски, третий фильм трилогии «Хищник нежность». Фильм поднимает основные философские вопросы, стоящие перед человечеством, предлагая целостный взгляд на мир, как на единый, живой и разумный организм. Повествование ведётся как будто от имени кита, предлагая иной разумный взгляд на актуальные проблемы антропоцена, связанные с влиянием, предназначением и ответственностью человечества.
Международная премьера состоялась 17 апреля 2020 года в США в рамках 53-го Международного фестиваля в Хьюстоне, где фильм получил Специальный приз жюри. Европейская премьера произошла в Париже несколькими днями позже, где фильм был показан на Европейском фестивале независимого кинематографа.
Полная версия фильма на русском языке была выложена авторами в свободный доступ на YouTube в День Земли 22 апреля 2020 года в разгар пандемии COVID-19 в России.
Обращаясь к широкой аудитории со своей официальной страницы в Facebook режиссёры написали:

Наш новый фильм «Откровение Ионы» — философская притча, осмысление происходящих сегодня с человечеством в целом и с каждым человеком событий. Фильм закончен в конце февраля, в марте получил призы на кинофестивалях в Страсбурге и Хьюстоне. В связи с Днём Земли мы сочли более важным в настоящий момент показать русскую версию в открытом доступе.— Александр и Николь Гратовски

## Название
Как и в предыдущих фильмах Гратовски, в названии картины содержится смысловая подсказка, отсылающая зрителя к ветхозаветной притче об Ионе — единственном пророке, «попытавшимся убежать от Бога» и, в итоге, поглощённого, по велению Божию, китом. Проведя во чреве кита три дня и три ночи, символически отсылающих к схождению в царство смерти, Иона, обнаружив себя чудесным образом невредимым, переживает внутреннюю трансформацию и вновь обретает веру. Пережитое Ионой откровение ведёт его к покаянию — Господь слышит обращённую к нему «из чрева преисподней» молитву и повелевает киту «извергнуть Иону на сушу» (Ион. 2), в результате чего пророк возвращается к исполнению своего предназначения и более уже не отступает от него.

## Сюжет
Метафорически выстроенная вокруг упомянутой притчи о пророке Ионе, картина иносказательно, на языке аналогий и ассоциаций поднимает перед зрителем вопросы предназначения, влияния и ответственности человечества как перед потомками, так и перед планетой в целом, со всеми населяющими её видами жизни. Авторы словно бы задают зрителю так и не озвученный в фильме вопрос: «В какую „преисподнюю“ нужно „спуститься“ нам, человечеству, чтобы, подобно библейскому пророку, пережить метанойю и обрести возможность новой жизни — в ответственном созидательном со-бытии со всем живым, включая самих себя?»
Художественное решение этой задачи строится на основе нескольких незаурядных приёмов. Прежде всего, это нелинейный монтаж кадров разного генеза, раскрывающих зрителю общность, казалось бы, не связанных процессов и явлений через неожиданную аллюзию, например: круглое отверстие в куполе римского Пантеона, через которое струится свет на прихожан, вначале сменяется видом на небо из иллюминатора, а затем на крупный план человеческого глаза, переходящий после в картину движения автомобилей на кольцевом пересечении дорог, снятого с высоты птичьего полёта.
Кроме того, это тонкие параллели, возникающие из сочетания закадрового текста и визуального ряда: так, когда речь идёт о признаках, связывающих всё окружающее пространство — зритель видит густой туман; а озвученный вопрос о единстве, будто бы разрозненной, жизни сопровождается кадрами стаи крошечных птиц, вместе ведущих себя в воздухе подобно одному большому организму.
Особняком стоит использование подводных съёмок свободноживущих кашалотов, как бы задающих дополнительную образность и размерность фильму. Всякий раз, когда мы видим на экране этих величественных существ, зрителю предлагается ряд философских вопросов, то ли от имени самих китов, то ли от имени упомянутого в названии ленты Ионы: «В чём смысл и предназначение человеческой жизни? Что случится, если воспринимать окружающий мир, как неразрывное живое и разумное целое? Какова ответственность человека в эпоху антропоцена?» и так далее.
Фильм не даёт прямого ответа на поднимаемые вопросы, а создаёт пространство для размышления, предлагая зрителю свободу в нахождении персональных решений и смыслов.

## Кадры

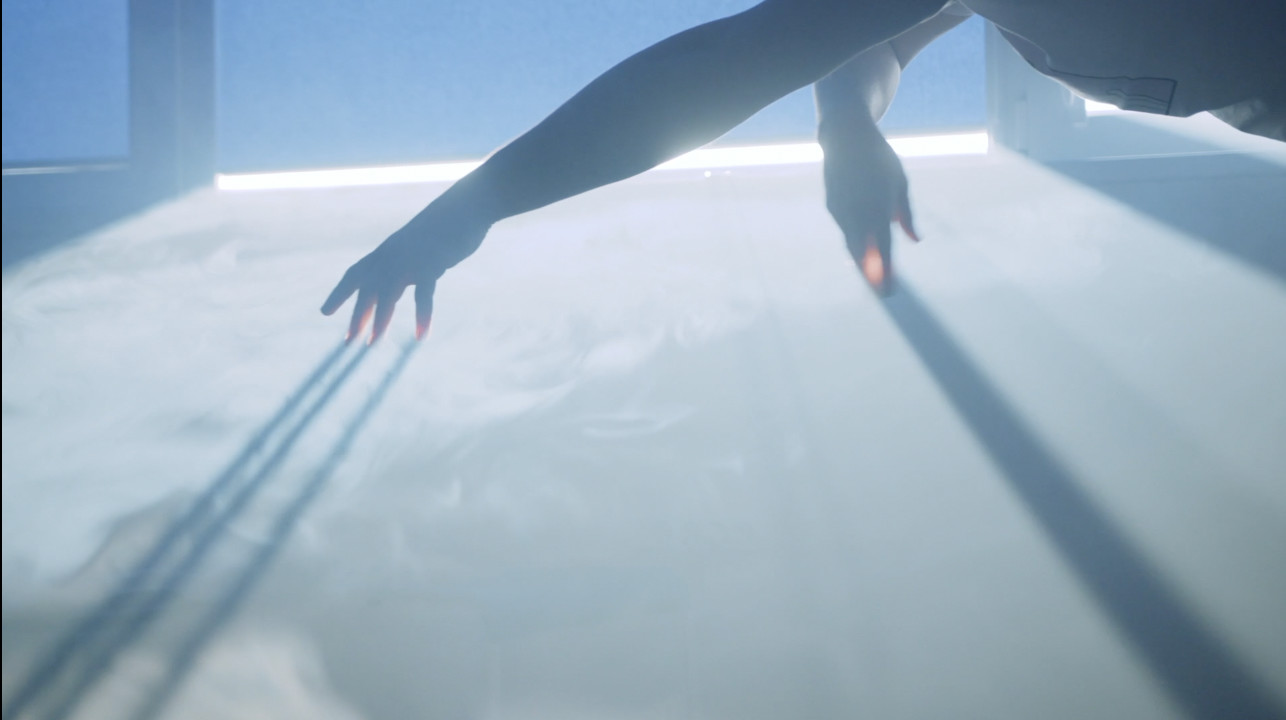
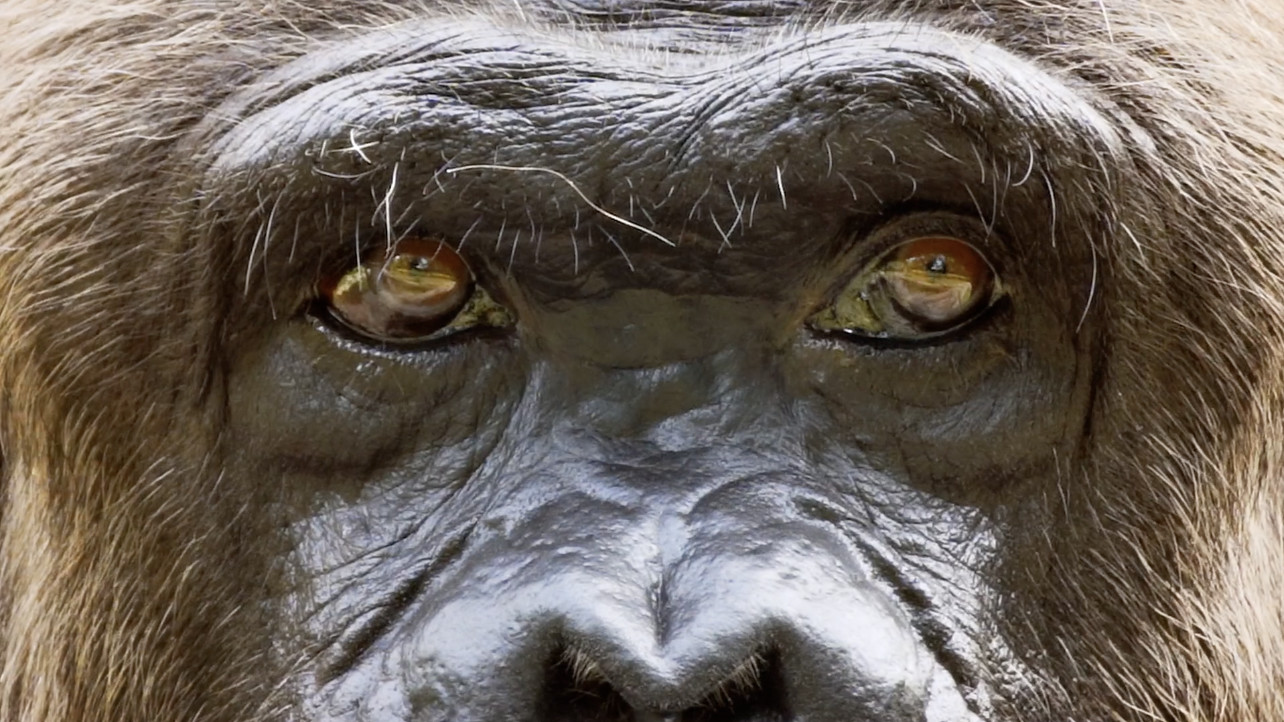
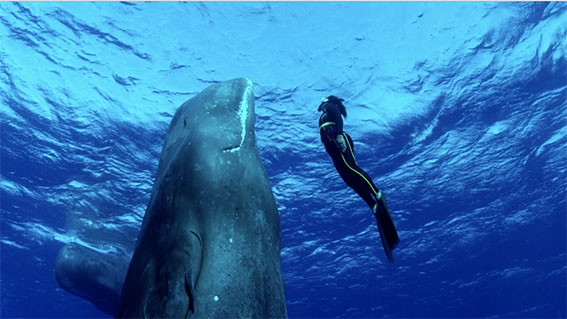
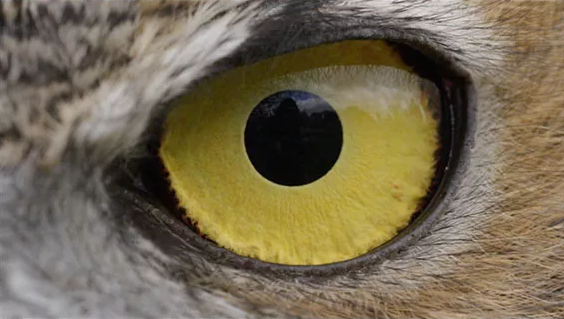
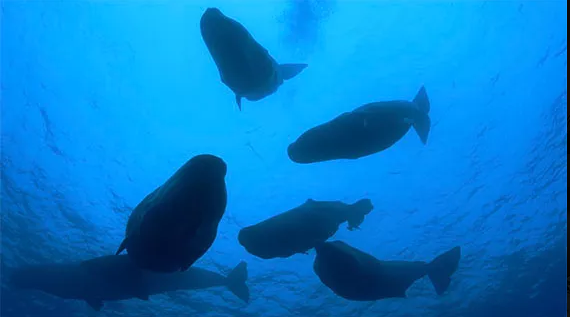
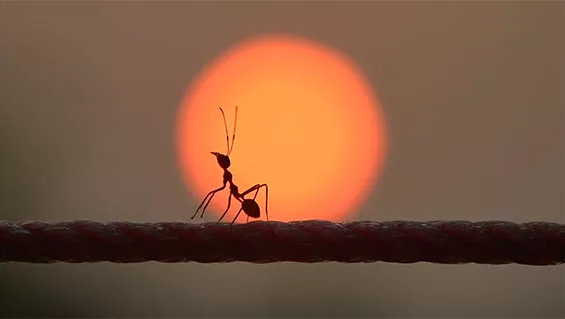
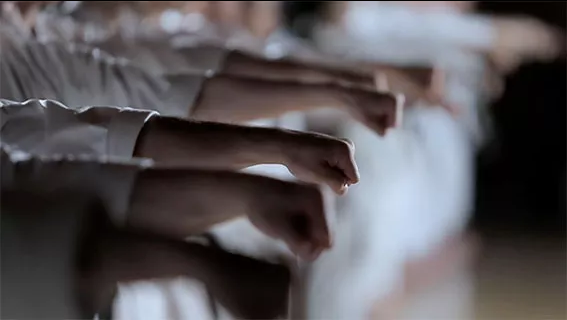
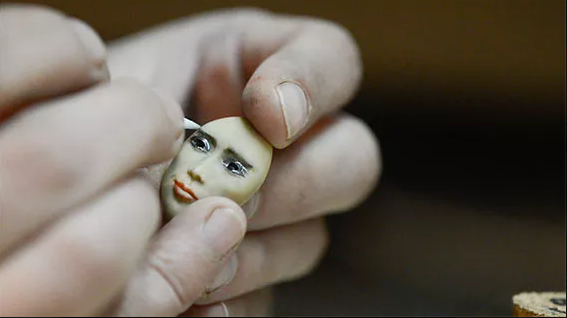
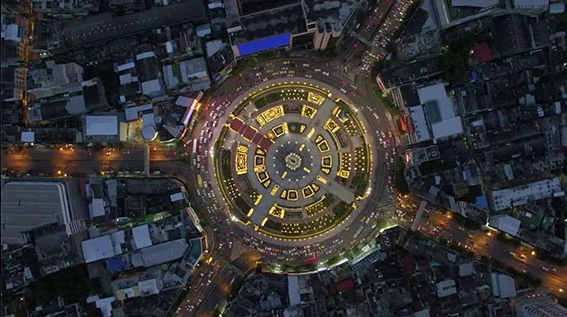

## Награды и номинации
2020 год
- «Специальный приз жюри» 53-го Международного фестиваля в Хьюстоне, США в номинации «Документальное кино (продолжительностью до 60 минут)»[2]

- Лауреат премии «Золотая Афродита» 15-го Международного кинофестиваля на Кипре в категории «Лучшая операторская работа» в номинации «Полнометражный документальный фильм опытного режиссёра»[7]

- Номинации в категориях «Лучший короткометражный (до 60 минут) документальный фильм», «Лучший режиссёр короткометражного (до 60 минут) документального фильма» и «Премия за лучший научный и образовательный фильм» Международного кинофестиваля в Мадриде, Испания[8]

Официальный выбор
- Европейского фестиваля независимого кинематографа в Париже[3]

- Фестиваля экологических фильмов в Польше[9]

- 25-го португальского фестиваля AVANCA — «Международной встречи кино, ТВ, видео и мультимедиа»[10]

- Международного кинофестиваля, посвящённого природе и охране окружающей среды в Гёдёллё, Венгрия[11]

- Итальянского Кинофестиваля экологического кино CinemAmbiente[12]

- Американского Awareness Festival[13]

- Международного кинофестиваля в Пальма-де-Мальорка, Испания[14]

- Международного кинофестиваля «Зелёная Черногория»[15]